# Stan of Arabia
Stan of Arabia (рус. Стэн Аравийский) — 12 и 13 серии первого сезона мультсериала Американский папаша. Впервые серии вышли 6 и 13 ноября 2005 года

## Сюжет

### Часть 1
Стэн и сотрудники планируют вечеринку для Баллока, в честь 25 лет службы в ЦРУ. Стэн берет на себя ответственность, но налагает все свои обязанности на Фрэнсин, которая отказывается, потому что она устраивает своё выступление в театре в тот же день. Стив подкупает Хейли на то, чтобы посмотреть в кинотеатре последний псевдодокументальный фильм Майкла Мура. Хейли чувствует отвращение к кино, поскольку оно является порнографическим. Стив пытается остаться, но Хейли называет охранников на Стива потому, что ему нету 17 лет. На вечеринке Стэн убивает Джея Лено, за то что он сказал что «Фрэнсин единственная в семье носит штаны». Стэн занимает его место и пытаясь пошутить, Стэн неумышленно оскорбляет Баллока. Тот перемещает Смитов в Саудовскую Аравию.
В то время как Хейли и Франсин первоначально ценят культуру страны, потому что женщины не воплощены. Тем временем Стэн разговаривает с рабочими новых нефтепроводов. Стэн объясняет свои затруднения с женой, которая удивляет их, потому что женщины в Саудовской Аравии должны сопровождаться мужчинами вне дома. Фрэнсин обсуждает с тремя арабскими соседями, затруднения их мужей, но трое немедленно проявляют внимание к каждой прихоти своего мужа, когда их общий муж приходит домой. Фрэнсин отстаивает свои права в доме, отказываясь слушать Стэна относительно всего. Стэн приобретает вторую жену, по имени Громокошка. Фрэнсин пытается поговорить с Громокошкой, чтобы та ушла от Стэна, но их разговор перерастает в драку. Роджер, одетый, как женщина, ищет выпивку на базаре, но Роджера Стив продал арабу. Стив использует наличные деньги, чтобы купить Mercedes-Benz, и кассету с псевдодокументальном фильмом. В пустыне, он разбивает своё транспортное средство в нефтяную вышку. Избегая разговора с сыном соседа, Хейли покидает Burger King и упорно убегает от полиции, потому что она является несопровождаемой мужчиной. Стэн отклоняет предложение Баллока возвращения в США, утверждая, что у Смитов есть лучшая жизнь в Саудовской Аравии. Он отказывается от гражданства своей семьи и сжигает их паспорта.

### Часть 2
Фрэнсин делает телефонный звонок Баллоку, который говорит ей, что предложил её мужу вернуться в ЦРУ назад, но он отказался. Фрэнсин передаёт страдание женщин, живущих в Саудовской Аравии в форме песни. Судья приговаривает её к смерти, через закидывание камнями. Стэн понимает, что брак — равное товарищество, бросая Громокошку, Стэн просил, чтобы его убили вместе с Франсин. После выяснения Стэна каких мужчин не жалеют в Аравии, Стэн целует полицейского и приговаривается к смерти за гомосексуализм.
Человек, который купил Роджера у Стива, имеет чуждый дворец, где он наслаждается первоклассной жизнью. Владелец дворца собирается переспать с Роджером, после того, как он закончит рассказывать. Хейли спасена от полиции человеком, который становится её новым парнем. После того, как эти двое занялись сексом, он оставляет записку, в которой сказано, что Хейли не должна идти к Посольству США. Веря ему, что он является террористом, планирующим бомбить здание, Хейли идёт, чтобы остановить его, но она обнаруживает, что он продавец в ларьке под названием «Король шаурмы». Хейли бьет его и после этого она приговорена к смерти, через закидывание камнями со Стэном и Фрэнсин. Потерянному в пустыне, так как он разбил своё транспортное средство, Стиву пришло видение Бога под видом Анджелины Джоли, которая показывает ему свою грудь, делая из него пророка. Стив возвращается в город и делится своими событиями с гражданами, которые слушают его, он объявляет, что Бог — женщина, после чего его приговаривают к смерти, через избиение камнями.
Смиты закопаны в земле до шеи в Колизее со зрителями, подготовленными избиению Смитов камнями. После того, как Стэн молится относительно чуда, Джордж Уокер Буш спасает семью и объявляет, что демократия прибыла в Саудовскую Аравию, приводя к празднованию. Однако, внешность Буша была только фантазией Стэна, и Смиты все ещё застряли в земле. Роджер убеждает владельца дворца, который является также зрителем Колизея, заставляет освободить Смитов. Семья возвращается в Америку.

## Производство
Серия была придуманна Нанатчкой Хан, которая также придумала серию «Deacon Stan, Jesus Man», а также Грегом Томасом и Картером Бэйсом, для которых это была первая придуманная ими серия для сериала и срежиссирована Родни Клауденом, который также срежиссировал серию «Homeland Insecurity», а также Антони Лиои, для которого это была первая режиссёрская работа в сериале. Исполнительный продюсер серии Сет МакФарлейн. Приглашённый гости Беджет Бреустер играл главную роль Громокошки, а Одед Фер в роли Казима. Также незначительную роль сыграла Джинна Гершон.

## Критика
В оригинальную премьеру первая часть серии заняла 62-е место в неделе с 31 октября по 6 ноября 2005 года, также серию посмотрели 7 300 000 зрителей. В оригинальную премьеру вторая часть серии заняла 61-е место в неделе с 7-13 ноября 2005 года, также серию посмотрели 7 740 000 зрителей.
Эта двойная серия была предметом критики в Саудовской Аравии. В газете Arab News была статья, в которой обвинялась серия из-за эпизода с избиением араба, после чего эта серия была запрещена в Саудовской Аравии, хотя сам мультсериал там не транслируют.
DVD Fanatic назвал эту и серии «Homeland Insecurity», «Deacon Stan, Jesus Man» лучшими сериями сезона. 411Mania дала смешанную рецензию, поставив 7 баллов из 10, сказав, что «не находит серию особо забавной, однако, способ, которым соединили сюжетные линии вместе, был превосходен». Также серия получила рейтинг 8,3 на сайте TV.Com, в результате голосования посетителей, а оценка посетителей IMDb составила 7,5.

## Релиз
Эта двойная серия вышла на DVD вместе с первыми одиннадцатями сериями сезона 25 апреля 2006 года на трёх дисках. Работники сериала Майк Баркер, Мэтт Вейтзмен, Нанатчка Хан, Родни Клауден, Мэтт Фасфелд, Картер Бэйс, Крэйг Томас и Энтони Лиои участвовали в записи аудиокомментариев к этой серии.